# Тики Ајланд (Тексас)
Тики Ајланд (енгл. Tiki Island) град је у америчкој савезној држави Тексас.

## Демографија
По попису из 2010. године број становника је 968, што је 48 (-4,7%) становника мање него 2000. године.
| Група             | 2000.       | 2010.       |
| Белци             | 951 (93,6%) | 875 (90,4%) |
| Афроамериканци    | 3 (0,3%)    | 13 (1,3%)   |
| Азијати           | 10 (1,0%)   | 17 (1,8%)   |
| Хиспаноамериканци | 37 (3,6%)   | 48 (5,0%)   |
| Укупно            | 1.016       | 968         |